# Blot
Denna artikel handlar om forntida blot. För nutida blot, se blot (nutid).
Blot är ett offer i nordisk religion som syftar till att vinna gudars eller alvers välvilja så att de uppfyller önskemål från den eller de som genomför blotet.

## Etymologi
Ordet är släkt med gotiskans blôtan i meningen "dyrka, tillbedja", och forntyskans bluozan, i betydelsen "offra" och "stärka". Troligen har ordet ursprungsbetydelsen "åkalla med besvärjelse eller offer".

## Innebörd
De isländska sagorna talar om tre årliga blot: höstblot, midvinterblot och vårblot. Den främsta årliga offerfesten var midvinterblotet eller julen. 

Adam av Bremen har skrivit lite om hur det gick till i Gamla Uppsala i Svitjod:
| ”                | Tor var den mäktigaste av dem och härskade över åska och blixt, vind och regn, solsken och gröda. Han var placerad i mitten med en spira i sin hand, och på hans sidor satt Oden, krigsguden, i full beväpning och Frej, freds- och kärleksguden, försedd med en väldig stående manslem. Alla de hedniska gudarna är tilldelade präster som frambär folkets offer. Om farsoter eller hungersnöd hotar offrar man till Tor, vid krig till Oden och vid bröllop till Frej. Vart nionde år har man niodagarsblot, en gemensam fest där folk från hela sveariket deltar. Då offrar man nio stycken av varje varelse av manligt kön, även människor, och kropparna hängs upp i en lund nära templet. Ingen får utebli från dessa blot och alla sänder gåvor till helgedomen, såväl kungarna som folket. De som antagit kristendomen måste köpa sig fria från deltagande, något som är grymmare än varje straff. | „ |
| – Adam av Bremen | |   |

Begreppet "nionde år" syftar till inledningen av det nionde året, det vill säga blot inträffade vart åttonde år.[källa behövs]
Det var sed i Svitjod att det i februari skulle vara huvudblot i Uppsala, enligt Snorre. Då blotades för fred och för kungens seger. Då hölls också alla svears ting, och det var marknad och handelsstämma, och den fortsatte efter att Svitjod blivit kristet. Disablot till exempel var för att utröna hur årets skörd skulle bli, medan riksblotet inte hölls varje år.
Troligen hölls sista riksblotet 31 januari – 9 februari 1084 vid Uppsala tempel och eventuellt brändes templet sedan ner av kung Inge den äldre 1087. En källa från 1400-talet säger dock att kungen bara renade templet med eld och underförstått att det omgjordes till en kyrka, som senare ersattes av en stenkyrka.
Den tyske historikern Thietmar av Merseburg skriver att danerna hade en huvudort på Själland vid namn Lejre, och där samlades de vart nionde år (läs var 8:e år) och bringade sina gudar blodiga offer i form av 99 människor men även hästar, hundar och höns. Det sista året som detta hölls ska ha varit år 932. Inga arkeologiska fynd förekommer som kan stödja detta, men heller ingenting som går emot det.

## Efter kristnandet
I avlägsna skogs- och fjälltrakter blotades det långt in i kristen tid. När norrmannen Sigvat skald å Olof den heliges vägnar år 1018 gjorde en färd genom skogstrakterna i mellersta Västergötland, kom han sent en kväll till en gård och bad om natthärbärge. Men husfrun stod i dörren och vägrade honom tillträde, ty de hade alvablot därinne, sade hon. För dessa människor var skogarnas alver, "älvorna", som de senare kom att heta i folktron, mäktiga väsen som det var bäst att hålla sig väl med.
Även människooffer ska på sina ställen ha förekommit ännu in på 1000-talet. En vinter år 1026 sände Olof den helige tolv män till Jämtland för att kräva skatt. De mottogs vänligt av Jämtlands lagman, men han sade sig inte kunna ge något svar angående skatten innan han frågat bönderna om deras mening. Han kallade därför jämtarna till tings. "Här var alla ense om att de inte ville betala Norges konung någon skatt; men sändebuden ville några låta hänga, andra ville ha dem att blota med", enligt Snorre Sturlasson.
Ännu på 1800-talet har folk i avlägsna trakter av Småland trott sig kunna bota boskapspest genom att blidka "jordvättarna" med kreatur, som levande grävdes ned. Bygdeforskare berättar att en ståndsperson i Bohuslän så sent som på 1830-talet begravde en levande häst. Exempel på denna vidskepelse förekom i Jönköpings län ännu år 1843.

## Namngivna blothögtider
- Disablot (början av februari)
- Segerblot (vårdagjämningen)
- Midsommarblot (midsommar)
- Skördeblot (augusti–september)
- Höstblot (mitten av oktober)
- Alvablot (november/allhelgona)
- Midvinterblot (januari)